# Nectandra lineata
Nectandra lineata là loài thực vật có hoa trong họ Nguyệt quế. Loài này được (Kunth) Rohwer miêu tả khoa học đầu tiên năm 1993.